# Memory Almost Full
Memory Almost Full é o décimo quarto álbum solo do músico inglês Paul McCartney, e que foi lançado em 2007. É o primeiro álbum do ex-beatle lançado pelo selo da Starbucks. Produzido por David Kahne e gravado na Abbey Road Studios, Henson Recording Studios, AIR Studios, Hog Hill Mill Studios e RAK Studios entre outurbro de 2003 e fevereiro de 2007. A diferença deste álbum para seu antecessor, Chaos and Creation in the Backyard, é que este conta com a colaboração dos músicos que atualmente acompanham Paul em seus shows, Brian Ray, Rusty Anderson, Paul 'Wix' Wickens e Abe Laboriel Jr., embora a maioria dos instrumentos sejam novamente tocados por McCartney.
Foi gravado entre outubro de 2003 e fevereiro de 2007 no estúdios Hog Hill Mill, Abbey Road Studios, estúdios Henson Recording, AIR Studios e RAK Studios, entre Londres e Los Angeles. Memory Almost Full é o primeiro álbum de Paul McCartney editado com o selo discográfico Hear Music do grupo Starbucks, com o qual assinou contrato no começo de 2007 depois de mais de trinta anos com a EMI.
O primeiro single, "Ever Present Past", fez sua estreia nas rádios norte-americanas em 20 de abril de 2007. Entretanto, seu primeiro vídeo promocional corresponde a "Dance Tonight", gravado junto a Natalie Portman e Mackenzie Crook, dirigido por Michel Gondry que estreou mudialmente no portal youtube em 23 de maio de 2007.
No Reino Unido, Memory Almost Full alcançou o posto número 5 na listas de vendas. Nos Estados Unidos, o álbum estreou em terceiro lugar com 161.000 cópias vendidas, sendo seu maior êxito comercial desde Flaming Pie.

## Sobre o álbum
Na página web criada para promover o álbum, o próprio Paul McCartney disse: 
| “ | Comecei este álbum antes de meu último trabalho, Chaos and Creation in the Backyard. A primeira sessão de gravação foi no outono de 2003 com meu produtor David Kahne. Estava no meio dele quando comecei a falar com Nigel Godrich sobre outro projeto que derivaría em Chaos and Creation in the Backyard. Quando o terminei e me indicaram a três Grammys (2006), voltei a trabalhar neste álbum para finalizar-lo. (...) Em alguns aspectos é um álbum muito pessoal e retrospectivo, com recordações da minha infância, de Liverpool e de verões passados. O álbum é emotivo e roqueiro. | ” |

O título Memory Almost Full coincide como anagrama com "For my soulmate LLM", as iniciais de Linda Louise McCartney, sua mulher anterior e vítima de câncer em 1998. Ao ser perguntado pela coincidência, Paul McCartney respondeu: 
| “ | Devo afirmar que alguém me disse que era um anagrama, e penso que é um mistério porque o resultado foi completo (...) Não foi de forma intencional. | ” |

Para a promoção do álbum, Paul McCartney tocou junto a sua habitual banda em pequenos clubes de Londres, Nova York e Los Angeles.

## Músicas
Todas as músicas foram compostas por Paul McCartney.
1. "Dance Tonight" - 2:56
2. "Ever Present Past" - 2:59
3. "See Your Sunshine" - 3:22
4. "Only Mama Knows" - 4:19
5. "You Tell Me" - 3:17
6. "Mister Bellamy" - 3:41
7. "Gratitude" - 3:21
8. "Vintage Clothes" - 2:24
9. "That Was Me" - 2:16
10. "Feet in the Clouds" - 3:26
11. "House of Wax" - 5:01
12. "End of the End" - 2:59
13. "Nod Your Head" - 1:58

A edição de luxo conta ainda com quatro faixas exclusivas:
1. "In Private"
2. "Why So Blue"
3. "222"
4. Paul fala sobre a música em 'Memory Almost Full'